# Wetranion
Wetranion, Vetranio (zm. 356) – cesarz rzymski krótkotrwale panujący w 350 roku.
Służył za Konstantyna II, za czasów Konstansa został magister militum. Walczył z buntem Magnecjusza. Żądał pieniędzy na wojnę z buntownikami. Gdy ich nie dostał, zawarł sojusz z Magnencjuszem. Został ogłoszony cesarzem rzymskim w 350 roku. 25 grudnia 350 roku jego wojska spotkały się z wojskami Konstancjusza II w miejscowości Naissus w dzisiejszej Serbii. W obecności wojska Konstancjusz II został uznany za jedynego prawowitego cesarza. Konstancjusz darował życie Wetranionowi i pozwolił mu żyć, dając mu wysoką pensję przez 6 lat, do jego śmierci.